# السادة (ريمة)

تعديل مصدري - تعديل

قرية السادة
هي إحدى قرى عزلة بني يعفر الواقعة ضمن
مديرية مزهر التابعة لمحافظة ريمة،
بلغ تعداد سكانها (1209) نسمة حسب تعداد اليمن لعام 2004.

## المحلات التابعة للقرية
| - المسنح - جزبه - مساحم - قويه - الاعسوق - اللفجه - الجمون - رحبان - حقيبه - هجره - صرح - الظلاع - القرية - البرعيه - المدنه - محاجي | - الطواله - شور - الساقية - العقم - المجاري - المرجح - البيت العالي - قدامه - الجبل - بيت الكولة - بيت الروحة - المشخوص - الصرح - القعق |

## روابط خارجية
- الدليل الشامــل